# Alphaville (Band)
Alphaville ist eine deutsche Popgruppe, die 1983 gegründet und durch Lieder wie Big in Japan und Forever Young international bekannt wurde.

## Geschichte

### 1981–1983: Gründung und Plattenvertrag
1981 gründeten Marian Gold und Bernhard Lloyd zusammen mit anderen Musikbegeisterten in der westfälischen Stadt Münster das Künstlerkollektiv Nelson Community, mit dem sie im Dezember 1981 ihren ersten Liveauftritt hatten. Ein Jahr später gründeten Gold und Lloyd zusammen mit Frank Mertens das Pop-Trio Forever Young und absolvierten Ende 1982 ihren ersten gemeinsamen und zugleich letzten Liveauftritt für die nächsten zehn Jahre im Forum Enger. Enger bzw. Herford ist der Geburtsort aller drei Gründungsmitglieder. Auch Ricky Echolette der Mertens ersetzte, stammt aus Enger.
1983 entnahmen die drei den Namen Alphaville dem gleichnamigen Film von Jean-Luc Godard und verwendeten ihn als ihren neuen Bandnamen, unter dem sie im selben Jahr einen Plattenvertrag unterschrieben.

### 1984–1985: Erste Erfolge mitBig in JapanundForever Young
Im Januar 1984 wurde ihre erste Single Big in Japan veröffentlicht, die weltweit zu einem Hit wurde (unter anderem erster Platz in den US-Dance-Charts). Im Mai und September desselben Jahres folgten die Singles Sounds Like a Melody und Forever Young vom gleichnamigen Debütalbum.
Ihren ersten Fernsehauftritt hatte die Band im Februar 1984 in der vom Wetten, dass..?-Produzenten Holm Dressler produzierten ZDF-Musikshow-Reihe Flashlights. Die Idee der Sendung war, in jeder Show einen Newcomer zu präsentieren, der mit seiner Single Premiere feierte.
Nach den Erfolgen verließ Frank Mertens Ende 1984 Alphaville und wurde durch den Keyboarder und Gitarristen Ricky Echolette ersetzt. Im Frühjahr 1985 veröffentlichte die Formation mit Jet Set die letzte Single aus Forever Young, auf der als B-Seite auch Golden Feeling erschien, der Titelsong zum deutschen Kinofilm Der Bulle und das Mädchen, an dem Echolette bereits mitwirkte. Zudem beteiligte sich die Band im Januar 1985 an dem Benefiz-Projekt Band für Afrika.

### 1986–1991:Afternoons in UtopiaundThe Breathtaking Blue
Im Juni 1986 folgte nach knapp zwei Jahren das zweite Studioalbum von Alphaville mit dem Titel Afternoons in Utopia, das jedoch nicht an den Erfolg von Forever Young anschließen konnte. Einzig die Singleauskopplung Dance with Me brachte es zu nennenswerten Chart-Platzierungen in Deutschland und anderen Ländern.
Nach der Wiederveröffentlichung von Forever Young in den USA arbeitete Alphaville weiter am Ausbau ihres musikalischen Stils, der mit der Veröffentlichung von The Breathtaking Blue im April 1989 um Musikströmungen aus Rock, Klassik, Blues und Jazz erweitert wurde. An der Entstehung dieses Albums wirkte der Pionier der elektronischen Musik Klaus Schulze mit.
Ein Projekt war die daraus resultierende Songlines, in dem neun Regisseure aus sechs Ländern die Lieder des Albums in kleinen Kurzfilmen interpretieren, darunter auch der oscarprämierte Kurzfilm Balance von Christoph und Wolfgang Lauenstein sowie ein Beitrag der 2007 für den Oscar nominierten dänischen Regisseurin Susanne Bier.

### 1992–1999: Erste Kompilation und weitere Alben
Nachdem im März 1992 das erste Best-of-Album First Harvest 1984–92 veröffentlicht worden war, gaben Alphaville im Sommer 1993 (auf Einladung der deutschen Botschaft des Libanons hin) in Beirut ihr erstes Konzert seit zehn Jahren. Es war zugleich das erste Konzert einer westlichen Band im Libanon nach dem Bürgerkrieg.
Knapp fünf Jahre nach dem letzten Studioalbum erschien im August 1994 Prostitute, das den stilistischen Rahmen von Alphaville nochmals erweiterte. Hier trat zum ersten Mal der Komponist und Arrangeur Rainer Bloss als Co-Autor der neuen Alphaville-Stücke auf. 1995 begannen nach über zehn Jahren reiner Studiotätigkeit die ersten Touraktivitäten, begonnen mit der Peace-on-Earth-Tournee, bei der sich der Brite Martin Lister als zusätzlicher Keyboarder Alphavilles etablierte.

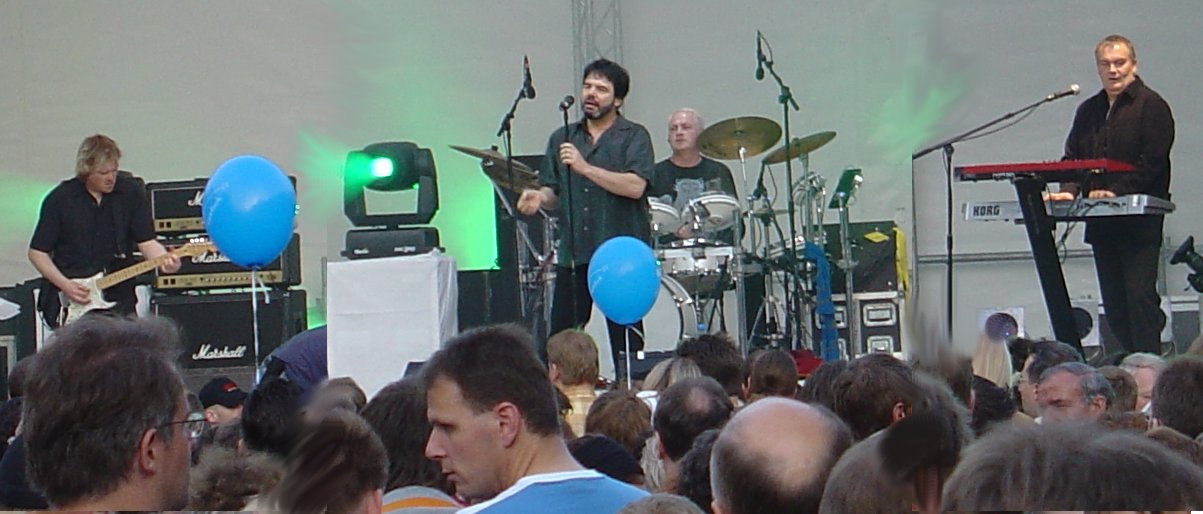
Alphaville, 2005

Im September 1997 kam das fünfte Studioalbum Salvation heraus, das eine Rückbesinnung auf den synthielastigen Ursprung der Band war und zugleich die letzte Veröffentlichung der Besetzung Gold, Lloyd, Echolette war. Im Januar 1999 folgte Dreamscapes, eine auf 5000 Stück limitierte Box mit acht CDs, die die musikalische Entwicklung der Band von ihren frühesten Anfängen bis in die Gegenwart widerspiegelt.

### 2000–2009: Tourneen und anderer Plattenvertrag
Die weltweiten Tourneen fanden im Jahr 2000 ihren ersten Ausdruck in dem Album Stark Naked and Absolutely Live, das drei Wochen auf Platz eins der deutschen Alternative Charts stand. Weiterhin gab Alphaville im Juli 1999 ihre ersten US-Konzerte in Salt Lake City. Der Auftritt vom 17. Juli wurde 2001 unter dem Titel Little America auf DVD veröffentlicht.
Nach der Veröffentlichung des Remix-Albums Forever Pop im Jahr 2001 folgte 2003 eine CD-Box mit dem Titel CrazyShow. Bernhard Lloyd gab einige Monate vor der Veröffentlichung seinen Ausstieg bei Alphaville bekannt. 2007 wurde das Theaterstück Alice im Wunderland von Lewis Carroll uraufgeführt, zu dessen Bearbeitung Marian Gold den Autor und Regisseur des Satire-Musicals Leuchtturm der Leidenschaft, Nikolaus Buchholz, mit an Bord holte. Buchholz hatte eine Reihe von Promotion-Videos und die Live-Aufzeichnung des Konzerts in Salt Lake City geleitet.
Die Veröffentlichung eines für 2007 angekündigten neuen Studioalbums musste unter anderem durch die erneute Kündigung des Vertrags mit WEA verschoben werden. 2009 gab Alphaville im Rahmen des Eurocityfests in Münster, ihrer Gründungsstadt, ein kostenloses Konzert. Ihr 25-jähriges Bandjubiläum feierte die Band im Dezember 2009 mit einem Konzert im Zofin-Palast in Prag.

### 2010: Comeback mitCatching Rays on Giantund weitere Erfolge
Im November 2010 erschien das bereits für 2007 angekündigte Studioalbum Catching Rays on Giant. Die erste Single I Die for You Today wurde im Oktober 2010 ausgekoppelt und erreichte Platz 15 in den deutschen Charts, was die höchste Chartplatzierung seit Dance with Me im Jahr 1986 bedeutete. Auch das Album war mit Platz 9 die höchste Platzierung in den Albumcharts für Alphaville seit ihrem Debütalbum.
Im Mai 2014 starb der langjährige Keyboarder Martin Lister; sein Nachfolger wurde Carsten Brocker. Im September 2014 wurde das 30-jährige Bandjubiläum mit einem Konzert im Pariser Club Divan du Monde gefeiert. Es erschien auch ein Album mit einer Kompilation früherer Erfolge.

### 2017 bis 2023: AlbenStrange AttractorundEternally Yours
Im April 2017 wurde das 7. Studioalbum  Strange Attractor, veröffentlicht. Schon Anfang März 2017 war die Singleauskopplung Heartbreak City erhältlich.
Im April 2022 erschien Big in Japan in neuer Sinfonieorchester-Version als erste Singleauskopplung des neuen Albums Eternally Yours, das am 23. September 2022 veröffentlicht wurde. Dafür hatte Gold 23 Songs der Band zusammen mit dem Deutschen Filmorchester Babelsberg als Orchesterversionen neu arrangiert und aufgenommen. Als zweite Single-Auskopplung erschien im Juni 2022 Sounds like a Melody, und als dritte Single aus dem Album wurde im August 2022 Forever Young veröffentlicht.

## Ehemalige Mitglieder
Frank Mertens, der Ende 1984 die Band verließ, lebt in Schwäbisch Hall; sein Nachfolger, Ricky Echolette, stieg 1997 aus der Band aus und lebt in Südfrankreich. Bernhard Lloyd ging 2002, initiierte zusammen mit seinem Musikerkollegen Max Holler das Musikprojekt Atlantic Popes und lebt in Berlin.

## Diskografie
Studioalben

| Jahr | Titel Musiklabel                     | Höchstplatzierung, Gesamtwochen, AuszeichnungChartplatzierungen (Jahr, Titel, Musiklabel, Platzierungen, Wochen, Auszeichnungen, Anmerkungen) | Höchstplatzierung, Gesamtwochen, AuszeichnungChartplatzierungen (Jahr, Titel, Musiklabel, Platzierungen, Wochen, Auszeichnungen, Anmerkungen) | Höchstplatzierung, Gesamtwochen, AuszeichnungChartplatzierungen (Jahr, Titel, Musiklabel, Platzierungen, Wochen, Auszeichnungen, Anmerkungen) | Höchstplatzierung, Gesamtwochen, AuszeichnungChartplatzierungen (Jahr, Titel, Musiklabel, Platzierungen, Wochen, Auszeichnungen, Anmerkungen) | Höchstplatzierung, Gesamtwochen, AuszeichnungChartplatzierungen (Jahr, Titel, Musiklabel, Platzierungen, Wochen, Auszeichnungen, Anmerkungen) | Anmerkungen                                                                     |
| Jahr | Titel Musiklabel                     | DE | AT | CH | UK | US | Anmerkungen                                                                     |
| ---- | ------------------------------------ | --- | --- | --- | --- | --- | ------------------------------------------------------------------------------- |
| 1984 | Forever Young WEA Records            | DE3 a ×3Dreifachgold · (46 Wo.)DE | AT16 (5 Wo.)AT | CH4 Gold · (21 Wo.)CH | — | US180 (14 Wo.)US | Erstveröffentlichung: 27. September 1984 Verkäufe: + 1.500.000                  |
| 1986 | Afternoons in Utopia WEA Records     | DE13 (14 Wo.)DE | — | CH12 (7 Wo.)CH | — | US174 (6 Wo.)US | Erstveröffentlichung: 5. Juni 1986                                              |
| 1989 | The Breathtaking Blue WEA Records    | DE23 (5 Wo.)DE | — | — | — | — | Erstveröffentlichung: 4. April 1989                                             |
| 1994 | Prostitute WEA Records               | DE78 b (1 Wo.)DE | — | — | — | — | Erstveröffentlichung: 26. August 1994                                           |
| 1997 | Salvation WEA Records                | DE66 (3 Wo.)DE | — | — | — | — | Erstveröffentlichung: 1. September 1997                                         |
| 2010 | Catching Rays on Giant We Love Music | DE9 (12 Wo.)DE | AT64 (1 Wo.)AT | CH59 (2 Wo.)CH | — | — | Erstveröffentlichung: 19. November 2010 Verkäufe: + 10.000                      |
| 2017 | Strange Attractor Polydor            | DE39 (2 Wo.)DE | — | CH94 (1 Wo.)CH | — | — | Erstveröffentlichung: 7. April 2017                                             |
| 2022 | Eternally Yours Neue Meister         | DE2 (6 Wo.)DE | AT33 (1 Wo.)AT | CH27 (1 Wo.)CH | — | — | Erstveröffentlichung: 23. September 2022 mit Deutsches Filmorchester Babelsberg |

## Auszeichnungen
- Goldene Europa 1984 (Beste Band)
- Europäischer Kulturpreis 2025 (Musikalisches Lebenswerk)